# 2782 Leonidas
2782 Leonidas este un asteroid din centura principală, descoperit pe 24 septembrie 1960 de PLS.